# シクラメン (グループ)
シクラメンは、日本の男性3人組グループ。Deppaと肉だんごの2人は東京都蒲田出身。電球は東京都調布市出身。2008年結成。

## 概要
東京都大田区蒲田で結成された2MC＋1トラックメイカーのポップ・グループ。リーダーのDEppa、肉だんご、電球の3人で構成された蒲田出身の自称三流ポップ・アーティスト。DEppaと肉だんごは兄弟。 聴けば聴くほど味が出る「スルメサウンド」をテーマに、ストレートな歌詞と心のど真ん中に届くメロディーを歌う。 笑いあり涙ありのライブは老若男女問わず、暖かい一体感を生み出している。
メジャー・デビューを目指しデモテープを送るが、どこにも相手にされず挫折。自主CD制作を開始するが手順が分からず再び挫折。挫折と挑戦を繰り返す中、独自のスタイルを確立。「スルメサウンド」は歌メロラップの新機軸。公式サイトや同グループの話題を扱う掲示板などではファンのことを「シクラ族」「ラ族」と表される。1stインディーズ・アルバム『スルメ』は40,000セールスを超え（2010年3月現在）。2009年、FM大阪40周年イメージソングとして『MUSIC』が放送された。同FM大阪にて、2010年4月にレギュラー番組が始まり、2011年6月に念願の日本武道館でのライブが開催。2011年9月28日、シングル「僕の宝物」でメジャー・デビュー。
2020年11月、桃紅茶が脱退。
出待ちファン達に対し、順に話しかけに回ったりするなど、ライブやイベント後のファン交流は欠かさない。その後メジャー・デビュー後、ワンマンツアーやインストライブ終了時に、グッズ購入特典での握手会など行われている。

## メンバー
DEppa
DEppa（デッパ、本名：坂田 雄一（さかた ゆういち）、1982年12月20日 - ）[MC]、リーダー。作詞作曲を担当。前歯が邪魔で高い声が通らないためミドルキー&リーダー&エロ（セミプロ）を担当。2023年3月12日に息子が誕生したと報告。
肉だんご
肉だんご（にくだんご、本名：坂田 啓太（さかた けいた）、1985年6月4日 - ）[MC]。体重99.9+3kg、身長169cm。幼少の頃より空手に汗を流し小学生で黒帯を取り、数多くのトロフィーを勝ち取る。高校時代は帝京高校野球部に所属レギュラーを勝ち取る。自然と溢れ出す笑顔、日々鍛練を積み培った肉体を武器に、みんなを歌って踊って笑顔で守るセキュリティー担当。2013年10月21日結婚発表。なお、小学生の時は新宿ファイターズ（大田区立新宿小学校）でソフトボールでエースピッチャーを務めていた経歴がある。
電球
電球（でんきゅう、本名：福田 宏輔（ふくだ こうすけ）、1983年2月18日 - ）[サウンド・プロデュース/楽曲提供/コーラス]。シクラメン・スルメサウンドの中核となる人物。シクラメンのイケメン担当であり、トラックメイクとサウンド・プロデュース担当。近年は色々なジャンルのアーティストへの楽曲提供も行っている。真面目なイメージとは裏腹に、ユーモアたっぷりのムードメーカー。

## ディスコグラフィ

### 配信限定シングル
| 発売日         | タイトル           | レーベル | 収録アルバム |
| -------------- | ------------------ | -------- | ------------ |
| 2021年12月21日 | YOU                | WAKURABA | スダコ       |
| 2022年1月31日  | ハルカ             | WAKURABA | スダコ       |
| 2022年2月18日  | 未来チャレンジャー | WAKURABA | スダコ       |
| 2022年4月12日  | GETFLY             | WAKURABA | スダコ       |
| 2023年4月23日  | ぼくらのうた       | OmoHi    | スダコ2      |
| 2023年8月8日   | 奇跡夏             | OmoHi    | スダコ2      |

### 未収録曲
- みーとフェスティバル
- 青年
- ボクだけのスーパースター
- 米唐番
- ムシューダドライペット

### 参加作品
- 『SPARKS(QACR-30003)』（2009年4月29日）
  - 12.Thank you for... Mago(2BACKKA)+TATE+シクラメン

- 『福岡ソフトバンクホークス 選手登場曲&ベストセレクション2013(QACR-30003)』（2013年6月26日）
  - 7.僕の宝物（細川亨登場曲）

## ミュージック・ビデオ
| 監督     | 曲名 |
| -------- | --- |
| 神口智志 | 「MUSIC」「Only 愛」「とおくとおく」「マナザシ」「舞い桜」「僕の宝物」「こころ」「記憶～決して忘れない～」 |
| 高橋英二 | 「ブチコメ!!」                                                                                             |
| 月川翔   | 「101」「どんなに どんなに」                                                                               |
| 三木孝浩 | 「100年初恋」                                                                                              |
| 松本剛   | 「SAMURIDER」「SKYWALKER」                                                                                 |
| 吉野耕平 | 「ダメ社員でもいいじゃない。」                                                                             |
| その他   | 「みーとフェステバル」「Believe」                                                                          |

## 出演/掲載

### ドラマ
- BSフジ チェリーナイツ エンディングテーマ『毎日頑張る貴方へ』
- 札幌テレビ ひまの湯エンディングテーマ「Only愛」
- テレビ愛知 映画なう。 最新映画情報番組「Only愛」
- TBS 刑事のまなざし 主題歌「マナザシ」

### テーマソング
- FM大阪40周年テーマソング『MUSIC』
- 全国美容週間タイアップソング『虹色』
- 長崎国際テレビ「やるバイ！元気宣言」キャンペーンソング『舞い桜』
- 毎日放送「MBS春のさくら祭り」(2012年春)テーマソング『舞い桜』
- ジュビロ磐田2012 シーズンソング『必死マン』
- 広島経済大学CMイメージソング『エール』
- ダメ社員でもいいじゃない。（書籍）応援ソング『ダメ社員でもいいじゃない。』
- ジュビロ磐田2014 シーズンソング『ウィーアーワン』
- 第86回選抜高校野球中継(MBS&GAORA)応援ソング/奈良テレビ放送「高校野球奈良県大会中継」2014年度テーマソング/静岡朝日テレビ「第96回全国高校野球選手権静岡大会」テーマソング/山口朝日放送「第96回全国高校野球選手権山口大会」テーマソング『どんなにどんなに』
- 涙活ソング『ここで泣こうよ』
- NHKラジオ第一放送『らじらー!』テーマ曲（2015年）
- 肉フェスティバル2015公式応援歌『みーとフェスティバル』
- ハンドソープボールオフィシャルゆるソング『誰かのために』
- 羽田空港線旅客ターミナル応援ソング『SKYWALKER』
- NBLリンク栃木ブレックス公式応援ソング『ハートビート』
- 海と日本プロジェクトinしまね公式応援ソング『Rainbow』
- 熊谷ラグビーオフィシャルソング『GoWay』
- TBS系プロ野球中継「SAMURAI BASEBALL」テーマ曲(みんなを元気づけたい応援ソング「BRAND NEW DAY」
- 絵本『ようかい でるでるばあ!!』（絵：日野日出志／文：寺井広樹）イメージソング『ようかい音頭』
- 2019-2020 V.LEAGUE オフィシャルソング「V-栄光の歌-」
- ぐんまマラソン2025公式イメージソング

「ありったけのエール」

### 音楽番組
- サタ☆テン（NHK）
- 魁!音楽番付 Eight（フジテレビ）

### ラジオ
- おつまみシクラジオ(fm gunna81.3)第3木曜日11:30〜11:55

放送終了
- シクラメンの格の違い!!（ニッポン放送 ゆずのオールナイトニッポン、毎週木曜日22:00-24:00内）
- シクラメンのブラシクラ（CBCラジオ、水曜24:00-24:30）
- シクラメンのスルメRADIO（電球を除く、ニッポン放送、ナイターのない月曜21:20-20:30）
- シクラメンのシクラジオ（FM大阪、土曜25:30-26:00）
- オモシロ万博 音楽館（ニッポン放送、火曜21:30-21:50）
- RCC RADIO（アンガールズ カーティスト）1月マンスリー 肉だんご

### 雑誌
- PATi PATi（2010年4月9日発売号）
- WHAT's IN（2010年4月14日発売号）
- Samurai ELO（2011年3月24日発売号）
- FINEBOYS（2011年12月10日発売号）※桃紅茶のみ
- サウンドデザイナー（2017年4月8日発売）※電球のみ

### CM・タイアップ
- キンレイ30周年記念CMタイアップソング『ありがとう』
- フジテレビ系大学フェア2011/2012テーマソング『舞い桜』
- 東宝系映画「DOG×POLICE 純白の絆」主題歌『僕の宝物』
- 日本テレビ系「ミュージックドラゴン」POWER PLAY「Only愛」
- 日本テレビ系「はじめの一歩Rising」エンディングテーマ「ブチコメ!!」
- テレビ東京系「ベイブレードバースト」エンディングテーマ「Believe」
- ムシューダ
  - 2017年4月「虫の歌篇」歌のみ（DEppa）
  - 2018年4月「そこにいる」
  - 2019年4月「どっち編」「食べるな編」歌のみ（桃紅茶）
- 米唐番2017年7月「米唐番ガールズ町を行く」歌のみ
- 湿気とり除湿ドライペット2017年10月「カッパ篇」
- ベスト個別学院「好きな行き方」
- 湿気とり除湿ドライペット2018年6月「湿気とカビ篇」
- 2019年3月29日・30日TBS系プロ野球中継「SAMURAI BASEBALL」テーマ曲

### コラボ 商品
- 第1弾『コラボタオル』 - シクラメン×ヴィレッジヴァンガード 2種類（ヴィレッジヴァンガード）
- 第2弾『和菓子』 - しくら焼き 期間限定（蒲田・和菓子処 清野）
- 第3弾『ラテ』 - シクラメン×ラテアート 期間限定（BLENZ COFFEE 元町・中華街駅前店）
- 第4弾『ストラップ』 - シクラメン×HELLO KITTY コラボストラップ 期間限定
- 第5弾『コラボTシャツ』 - シクラメン×ダメ社員でもいいじゃない。期間限定
- 第6弾『Tシャツ』 - シクラメン×はじめの一歩
- 第7弾『コラボタオル』 - シクラメン×ジュビロ磐田
- 第8弾『ポップコーン』 - シクラメン×マンサム先生の本格カレー風
- 第9弾『シクラーメン』 - シクラメン×キリンラーメンの小笠原製粉
- 第10弾『コラボタオル』-シクラメン×リンク栃木ブレックス
- 第11弾 『こんぺいと』
- 第12弾 『スルメフライ』
- 第13弾 『チョコクランチ』
- 第14弾 『シクラあられ』
- 第15弾 『ほっとスルメ』
- 第16弾 『Vリーグ×シクラメンステッカー』

### ツアー
- シクライブ2009 〜2回目なので甘めにジャッジ♡〜
- シクラツアー2010 〜豚の突進編〜 全5会場
- シクラツアー2011 〜白も呼んどいて編〜 全18会場
- シクライブ2011年末 〜4度目なのに4発しちゃう〜 全5会場
- シクラツアー2012 ターター王国と不思議な木の実 全12会場 ※東京・名古屋・大阪はスペシャルver
- シクライブ2012年末 〜5度目だからアレも使って〜 渋谷公会堂 全1会場
- シクライブ2013 魂のサーブサブサーブ！〜全国合同夏合宿〜 全19会場 ※東京・名古屋・大阪はスペシャルver
- シクライブ2013ー2014 〜シックスセンスを研ぎ澄ませて♡〜 全10会場 ※東京・名古屋・大阪はスペシャルver
- シクラツアー2014 君と僕の夏物語全22会場
- シクラツアー2014ー2015 7日間のホームパーティー♡〜ドキドキワクワク乱乱乱♡〜全7会場
- 7日間のホームパーティー♡〜ドキドキワクワク乱乱乱♡〜もひとつおまけにRUNRUNRUN! 2015年2月8日 追加公演
- SHKLMEN[Geisha Dragon Tour 〜序〜] 全8会場 2公演 2015年3月〜4月
- シクラツアー2015 愛は地球を救うのか！？肉だんご日本横断1000kmマラソンの旅 24HOUR TOY'S FACTORY 全12公演
- 肉だんご日本横断1000kmマラソンの旅
- みんなの「願い」が集まれば 空だって飛べちゃうぞ ver.～追加公演
  - 2015年08月29日(土) 東京SHIBUYA SOUND MUSEUM VISION

- シクラツアー2016年春～こころのカタチ～ 全6公演
- シクラツアー2016夏～輝いて!ゴルーデンサマー!～ 全12公演
- シクラツアー2016夏アフターパーティー～輝いて!フォーエバーゴルーデンサマー!～ 追加公演 代官山UNIT
- シクライブ2016年末～クリスマスイブナイト!スルメサンタからの贈り物!～
- スルメBEST発売記念 シクライブ2017～銀の日!アルバムスペシャル!～4.4@恵比寿LIQUIDROOM
- スルメBEST発売記念 シクライブ2017～金の日!シングルスペシャル!～4.5@恵比寿LIQUIDROOM
- シクラツアー2017夏 シクラメン史上最大ツアー!結成１０周年スペシャル!～めっちゃ感謝し１０年(テンネン)!ありが十(トウ)!～全33公演
- シクラツアー2018 ADVENTURE TOUR 〜三十路が夢見て何が悪い〜
- シクラツアー2018 After Party
- シクラツアー2018夏 スペシャルトレジャー〜迷わず進め!進めばわかるさ!〜全15公演
- ROAD TO OMIYA SONIC CITY～本番まで、ほぼ100日!決起集会スペシャル～m(_ _)m100日前は会場とれなかったよ～んm(_ _)m 全2公演
- ROAD TO OMIYA SONIC CITY～本番まで、ジャスト70日！決起集会スペシャル～(^∀^)福岡初ホールワンマンだよ～ん(^ ∀^)
- ROAD TO OMIYA SONIC CITY～本番まで、50日！ブレアリ決起集会～(^∀^)魂のハートビートだよ～ん(^∀^)
- ROAD TO OMIYA SONIC CITY～本番まで、25日!最後の決起集会～(^∀^)東海でらスペシャル!いざ、出陣だよ～ん(^∀^)
- シクライブ2018年末 〜いざ 夢の舞台へ!第1章「大宮ソニックシティ」
- シクラツアー2019春 JOY JOY ENJOY! 〜楽しまなきゃ損損損!〜*シクラツアー2019 熱く燃やせ!Wow wow Summer!～6日間の夏祭り～
- シクライブ2020-2021 延期公演リベンジマッチ!!過去曲全曲披露ツアー

### 限定ライブ+イベント
- シクラメンの夏〜えっ!?何やるの!?一夜限りのアバンチュールナイト☆2回は確定♡〜 渋谷VISION 2公演（アルバム購入抽選ライブ）
- シクラメンスペシャルライブ 原点回帰〜リメンバー・オブ・スルメ〜 東急プラザ蒲田「シクラハウス会員限定2014年11月19日」
- シクラメンアバンチュールナイト第2弾〜シクラーメン天ぷらのせ〜 東京＠渋谷WOMB 2公演（about TEMPURA KIDZ）2014年11月26日
- 「音楽ノチカラ」SPECIAL LIVE ONE☆DRAFT×シクラメン 大阪の陣400年 特設会場 西の丸ドーム 2014年11月21日
- ニコニコ超会議 (肉だんごのみ)
- シクラハウス会員限定ライブ @吉祥寺 SHUFFLE 2015年5月6日
- レコ直シクラメ・トーク＆ライブ2014.8.10　　「101」DL購入者特典(抽選)
- レコ直シクラメン・トーク＆ライブ2015.8.24　　「SKYWALKER」DL購入者特典(抽選)
- シクラメン×Juliet ぷれぜんと～3+3=6幸せの足し算 2015.12.30
- シクライブ0(ゼロ)～僕たちは、2009年2月アプリコから始まった。～ 2016.2.4 2回公演

- Fc限定シクラツアー2017「エピソード1～新たなる4人の旅立ち～」全3公演
- @第一回 シクラバスツアー in蒲田
- @シクラメンと行く!!!真夏ぬ沖縄チャンプルー♥️でーじMAX!たのしいさ～ 2017年10月28日～30日
- シクラツアー2018 After Party～春になったから会いましょう。約束の電球ナイト(照明担当 桃紅茶)～ 2018.4.29.
- 初のソロワンマン ライブ～Surume Acoustic Night～ DEppa @青山·月見ル君想フ2018.4.29
- シクラメンのカミセン(肉だんご&桃紅茶)～二人だけでやったります～ in仙台 2018.5.19
- シクライブGWスペシャルワンマン 浅草花劇場 2019.5.2 　バラードコレクション(昼の部)  ハッピーコレクション(夜の部)
- シクライブ2019今年もお疲れ様でした バンザイ！カンパイ！忘年会！　 東海魂スペシャル(肉桃学園) 　名古屋ElectricLadyLand　2019.12.19　 浪花節スペシャル(DJ 電球)　梅田バナナホール2019.12.20　江戸っ子スペシャル1部(借人、ざ ライバルズ)　浅草花劇場2019.12.22　江戸っ子スペシャル2部　浅草花劇場2019.12.22

### その他イベント
- 20th Anniversary D-POP PROJECTION 『Marble』（仙台PIT、2019年2月1日）ゲスト